# 萊貝迪夫卡 (別爾哥羅德-德涅斯特羅夫斯基區)
45°49′33″N 30°8′48″E / 45.82583°N 30.14667°E

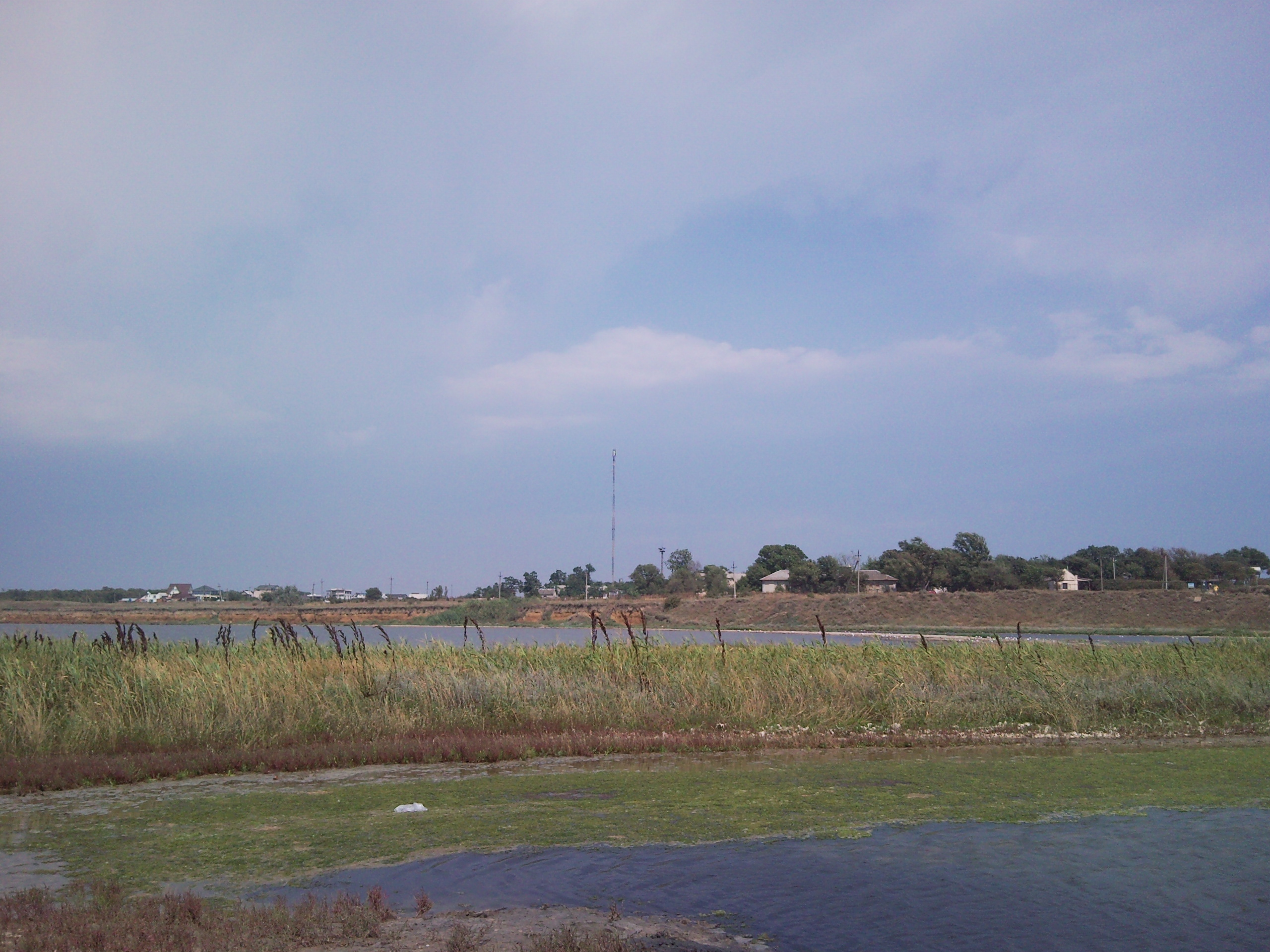

萊貝迪夫卡（羅馬化：Ledbedivka）是位於烏克蘭西南部的村莊，由敖德萨州裡比爾霍羅德-德涅斯特羅夫斯基區的圖茲利市鎮負責管轄。該村始建於1787年，面積0.38平方公里，海拔高度14米，2001年人口26，人口密度每平方公里68人。